# Надєїно (Бурятія)
Надєїно (рос. Надеино) — село Тарбагатайського району, Бурятії Росії. Входить до складу Сільського поселення Куйтунське.
Населення — 361 особа (2015 рік).